# Scincella assatus
Scincella assatus es una especie de lagarto que pertenece a la  familia Scincidae. Es nativo de México, Guatemala, El Salvador, Honduras y Nicaragua. Su rango altitudinal oscila entre 0 y 2500 m s. n. m..

## Taxonomía
Se reconocen las siguientes subespecies::
- Scincella assatus assatus (Cope, 1864)
- Scincella assatus taylori (Oliver, 1937)